# 벽옥

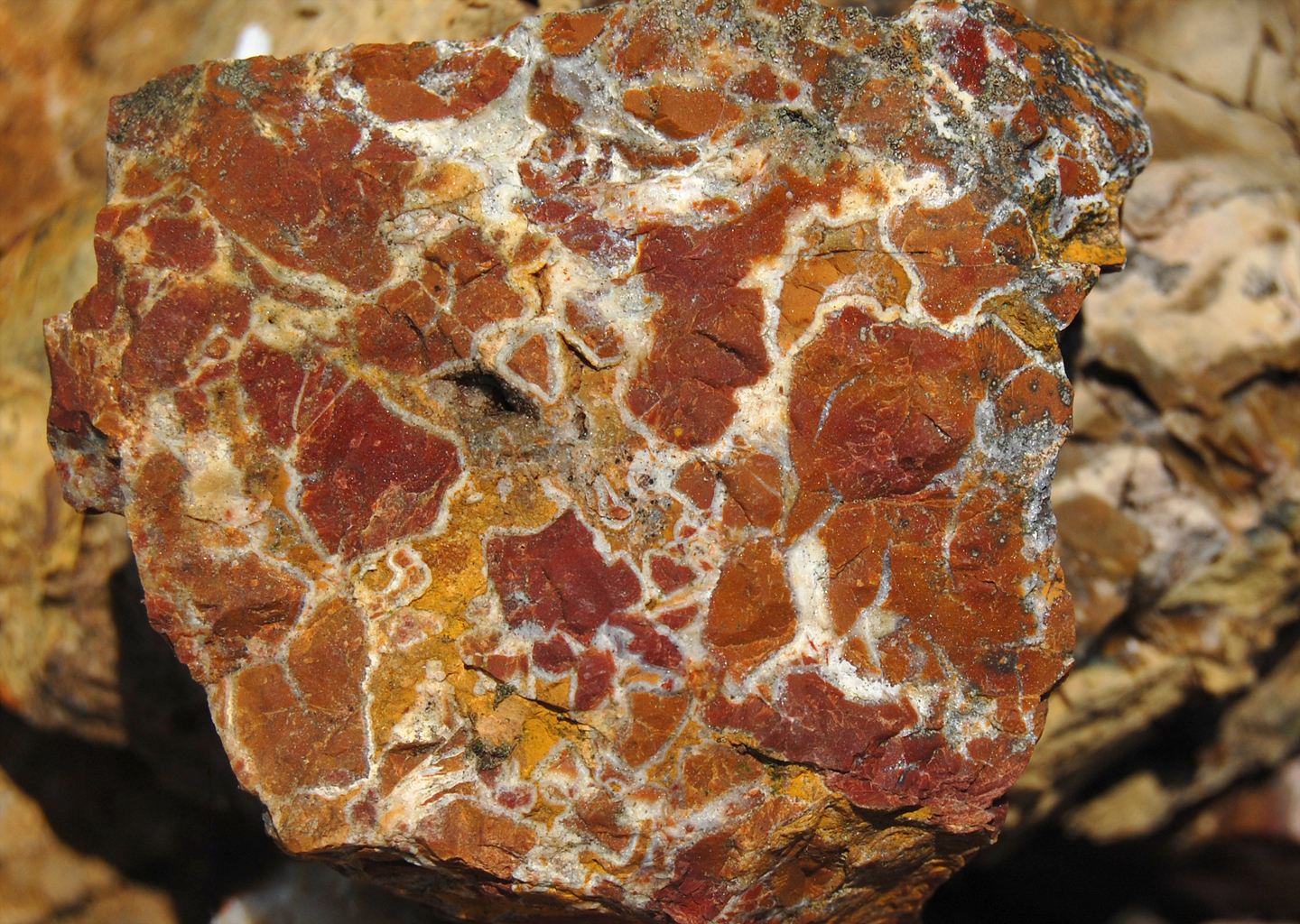
벽옥 노두. (루마니아)

벽옥(碧玉) 또는 재스퍼(jasper)는 미립 석영이나 옥수 및 기타 광물질의 모임으로, 불투명하고 불순 규소의 일종이며
빨강, 노랑, 갈색, 녹색 빛을 띠는 것이 보통이고 파랑은 드물다. 벽옥의 비중은 보통 2.5에서 2.9에 이른다.
산화철(Ⅱ) FeO를 함유한 것은 녹색, 산화철(Ⅲ) Fe2O3를 함유한 것은 붉은색, Fe2O3·nH2O를 함유한 것은 갈색 또는 노란색을 띠며, 모두 거의 불투명하다.

## 용어와 역사
벽옥의 영어 낱말 재스퍼(jasper)의 뜻은 "점 또는 반점으로 된 돌"이며, 고대 프랑스어 jaspre와 라틴어 iaspidem(그리스어 ἴασπις iaspis: 여성 명사. 이는 히브리어 יושפה yushphah에서 기원)에서 비롯되었다.
녹색 벽옥은 기원전 4~5천년 사이 메르가르에서 활비비를 만드는 데 사용되었다. 벽옥은 고대에 가장 선호된 보석으로 알려져 있는데, 이 이름은 아랍어, 페르시아어, 히브리어, 아시리아어, 그리스어, 라틴어에서 발견된다.

## 사진

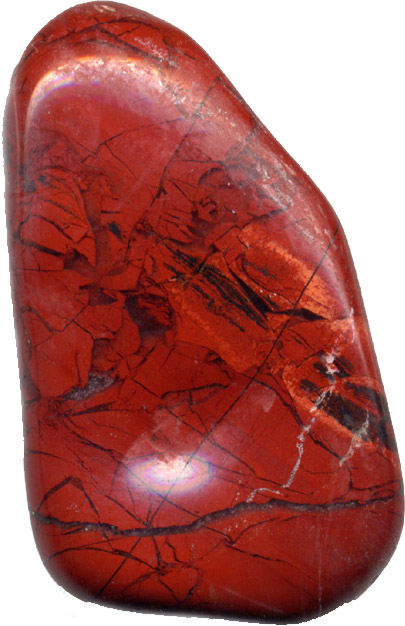
빨강 벽옥
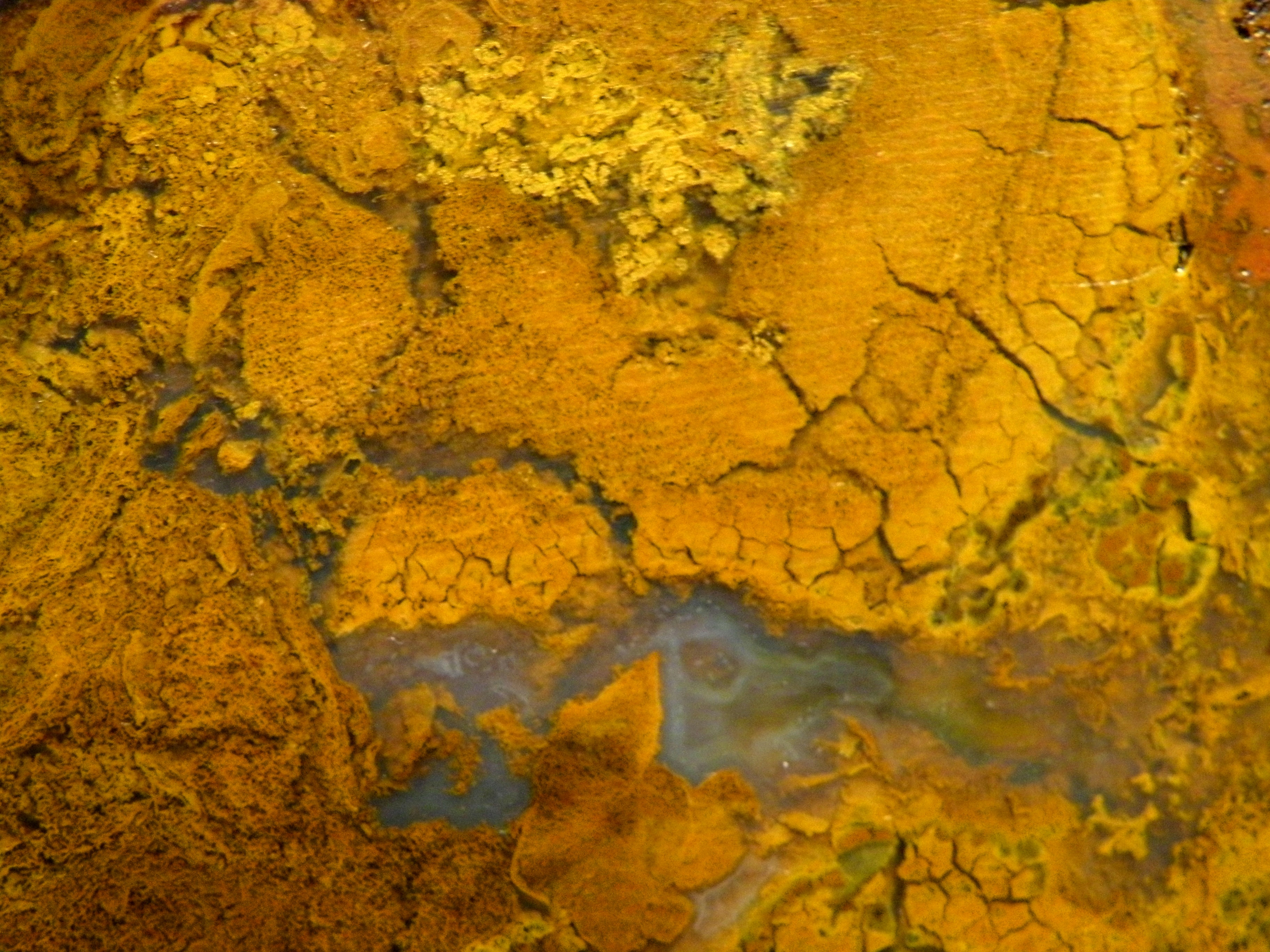
노랑 벽옥
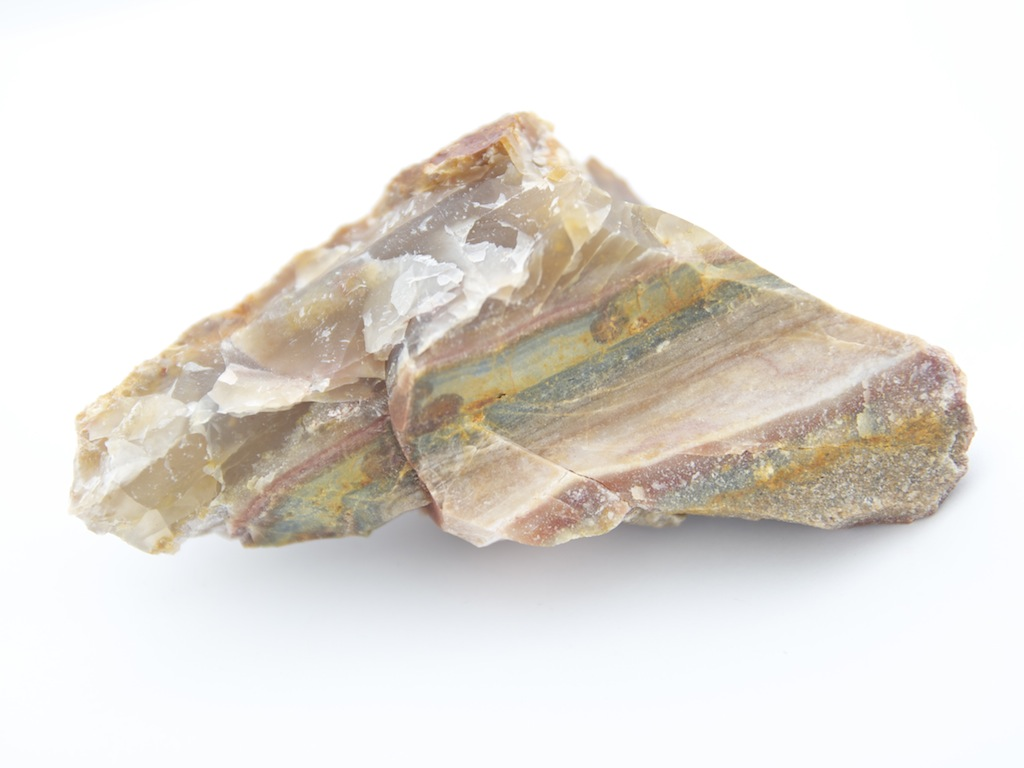
녹색 벽옥